# 歙県
歙県（しょう-けん）は中華人民共和国安徽省黄山市に位置する県。黄山のふもとに位置する。かつて徽州府の府城が置かれ、徽州文化が発達した。

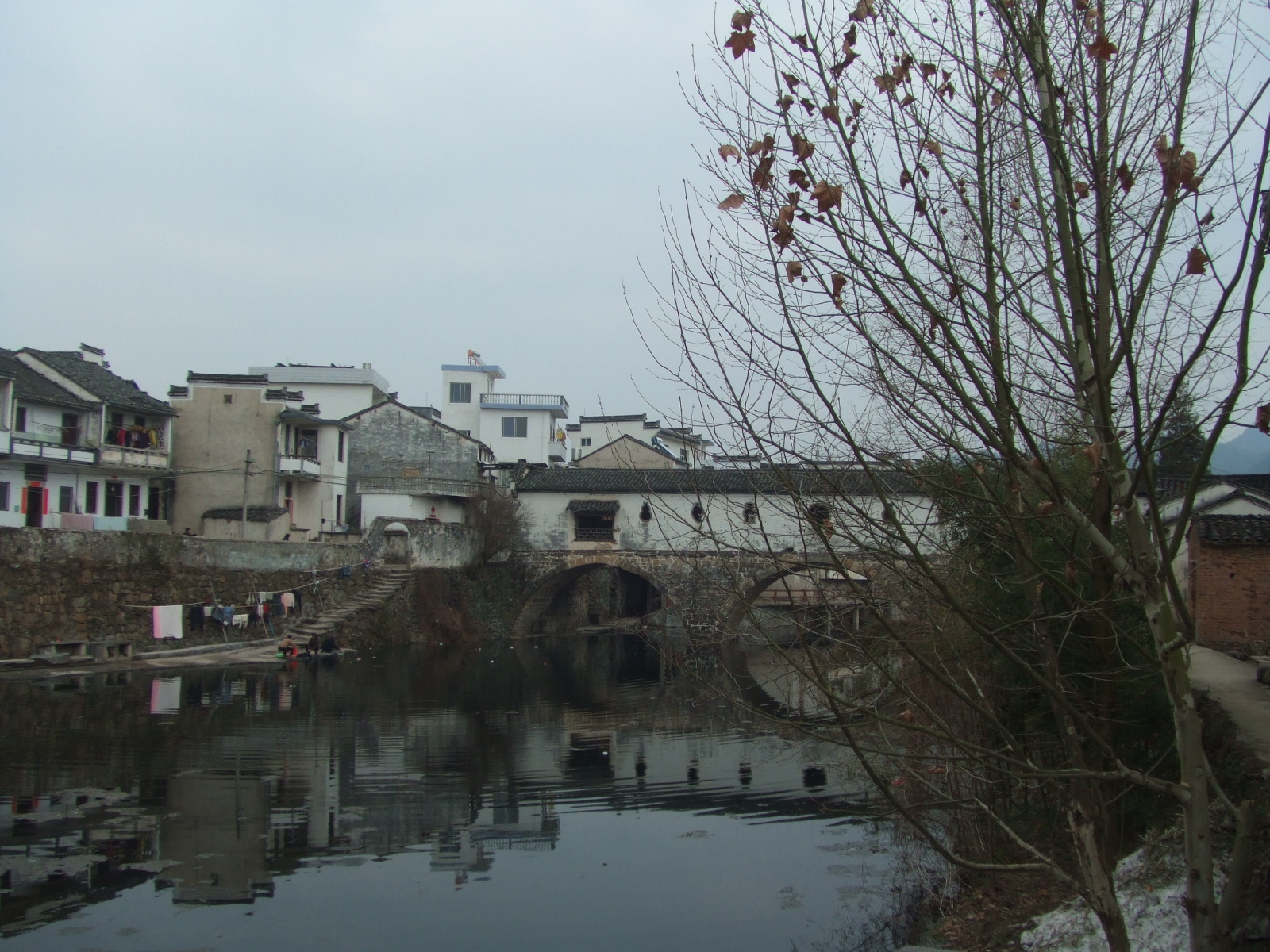
北岸鎮北岸村・風雨廊橋

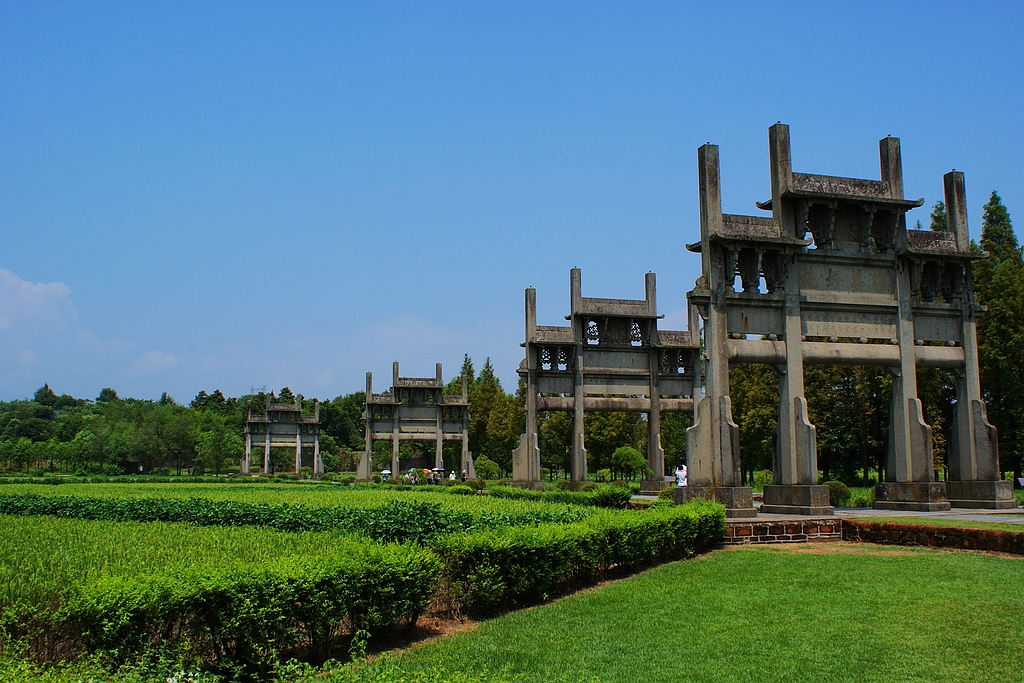
鄭村鎮棠樾村の牌坊群

## 歴史
秦代に歙県が設置され、会稽郡、丹陽郡、新安郡などに属した。隋代に歙州が設置され、歙県に治所がおかれた。歙州は北宋の徽宗の時代に徽州と改称され、元代には徽州路が、明清代には徽州府が設置された。隋から近代にいたるまで歙県は徽州地区の政治・経済・文化の中心であった。1988年には歙県の西部地区が黄山市に編入され、徽州区となった。

## 文化と産業
徽州では書院や社学が林立し、進士及第者は6百人近くにのぼる。さらに文化面で活躍した人物も輩出し、著名な人物には、作家の張潮・汪道昆・章衣萍、言語学者の戴震、画家の弘仁・黄賓虹、教育者の陶行知などがいる。
また「文房四宝」の徽墨・歙硯の産地である。さらに京劇はこの地方の徽劇が北京に伝わったものと言われている。他にも新安画派・新安医学を生み出し、安徽料理は中国八大菜系の一つに数えられている。
それら教育・文化の発達の背景には、南唐・宋ごろより徽州商人（新安商人）が商業活動で大きな地位を占めるようになり、明清時代には全国的に活動が広がったことがある。巨額の財を得た商人たちは故郷の文教事業に投資したのである。

## 行政区画
- 鎮:徽城鎮、深渡鎮、北岸鎮、富堨鎮、桂林鎮、鄭村鎮、許村鎮、渓頭鎮、杞梓里鎮、霞坑鎮、岔口鎮、街口鎮、王村鎮、雄村鎮、三陽鎮
- 郷:坑口郷、上豊郷、昌渓郷、武陽郷、金川郷、小川郷、新渓口郷、璜田郷、長陔郷、森村郷、紹濂郷、石門郷、獅石郷

## 交通

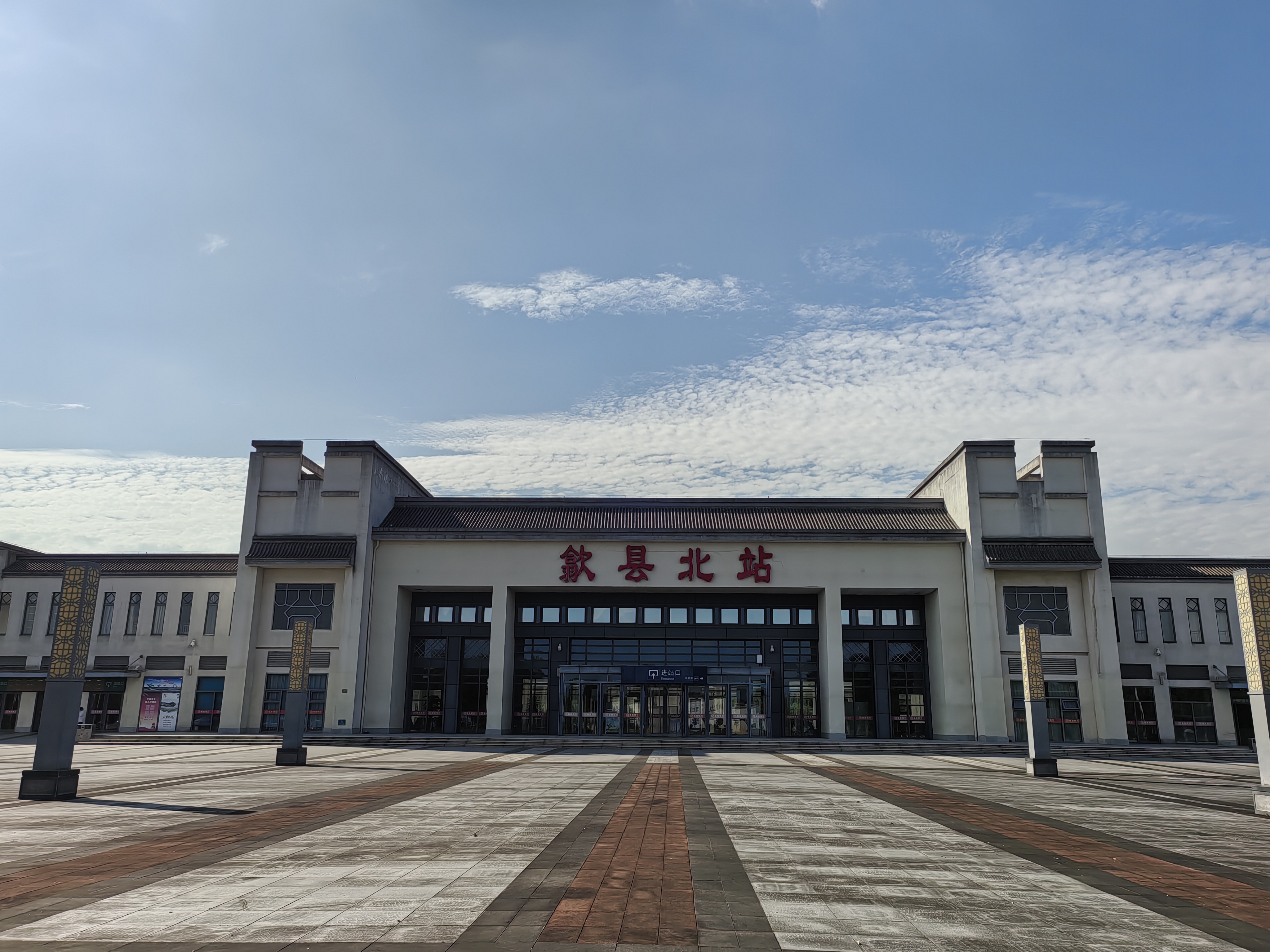
歙県北駅

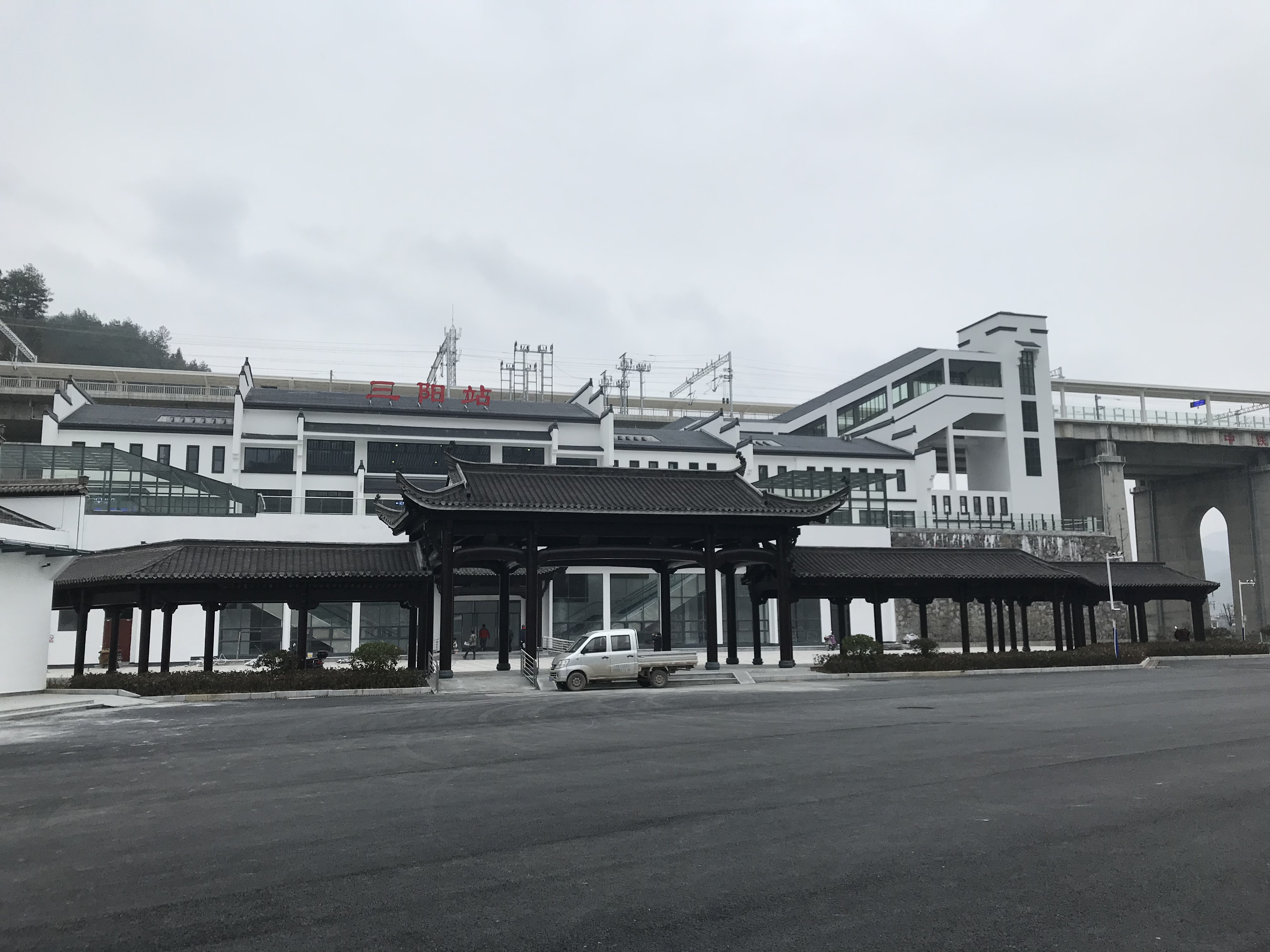
三陽駅

### 鉄道
- 中国国家鉄路集団
  - 合福旅客専用線、杭昌高速鉄道（中国語版）
    - 歙県北駅

  - 杭昌高速鉄道
    - 三陽駅

  - 皖贛線
    - 歙県駅

### 道路
- 高速道路
  - 杭瑞高速道路
  - 溧寧高速道路

## 出身者
- 徐海 - 倭寇の頭目。
- 王直 - 倭寇の頭目。
- 弘仁 - 画家。
- 汪肇龍 - 篆刻家。
- 巴慰祖 - 篆刻家。
- 胡唐 - 篆刻家。
- 虚谷 - 画家。